# Prix Georgi
Le prix Georgi (en allemand : Georgi-Preis), est un prix scientifique décerné par la GeoUnion Alfred-Wegener-Stiftung et la Société météorologique allemande. 
Le prix tient son nom du météorologue et chercheur polaire Johannes Georgi. Il est décerné depuis 1987, initialement pour des travaux scientifiques exceptionnels dans le domaine de la météorologie polaire. Depuis le milieu des années 1990, il revient aussi à des personnalités qui ont apporté une contribution exceptionnelle dans les sciences de l'atmosphère (météorologie, climatologie). Il est donné tous les trois ans, généralement à l'occasion de la réunion annuelle de la Société météorologique allemande,.

## Lauréats
- 1987 : Günter Skeib
- 1991 : Peter Lemke
- 1995 : Joseph Egger
- 1997 : Ernst Augstein
- 1999 : Jürgen Steppler, Eberhard Müller, Günther Doms
- 2001 : Ehrhard Raschke
- 2004 : Franz Fiedler
- 2007 : Ulrich Schmidt
- 2010 : Clemens Simmer
- 2013 : Herbert Fischer
- 2016 : Martin Claußen (de)
- 2019 : Sarah C. Jones
- 2022 : Manfred Wendisch